# Чистяков, Вячеслав Валерьевич
Вячеслав Валерьевич Чистяков (род. 12 июля 1943) — советский российский дирижёр. Заслуженный деятель искусств РФ (2007). Автор научных работ по истории дирижирования и музыкальной психологии (психологии дирижёрской деятельности), кандидат психологических наук (1995).
Профессор кафедры оркестрового дирижирования Российской Академии музыки им. Гнесиных (2001), профессор кафедры психологии МПГУ, академик Международной педагогической академии.

## Биография
Родился 12 июля 1943 года в Алтайском крае, куда его семья была эвакуирована из Москвы (шла Великая Отечественная война).
Отец В. В. Чистякова, Валерий Вячеславович Чистяков, был доктором исторических наук, профессором истории, владел английским, французским и польским языками. В семье Чистяковых (дворян по происхождению) были художники, писатели и музыканты. В их числе: художники П. П. Чистяков (1832—1919), И. Н. Крамской, О. В. Чистяков (1922), врач и писатель-фантаст С. М. Беляев (друживший с С. В. Рахманиновым, Ф. И. Шаляпиным и Н. А. Римским-Корсаковым) и дирижёр Г. Н. Рождественский.
В. В. Чистяков закончил ГМПИ им. Гнесиных — Российскую Академию музыки им. Гнесиных (историко-теоретико-композиторский факультет, класс профессора, Заслуженного деятеля искусств РФ Н. И. Пейко) в 1970 году. Все годы учёбы занимался дирижированием в классе профессора, Заслуженного деятеля искусств РФ С. Г. Делициева; в течение нескольких лет получал консультации по дирижированию у профессоров Л. М. Гинзбурга, К. П. Кондрашина, И. А. Мусина, у Д. Ю. Тюлина, Д. Г. Китаенко.
В 1973 году окончил факультет оперно-симфонического дирижирования Уральской государственной консерватории им. М. П. Мусоргского по классу профессора, народного артиста России М. И. Павермана, у которого учился вместе с Е. В. Колобовым. Дружба и творческие контакты с Е. В. Колобовым, а также с В. С. Синайским, Г. П. Проваторовым, П. А. Ядыхом, В. А. Рыловым, В. А. Раевским и другими выдающимися деятелями музыкального искусства повлияли на становление и развитие В. В. Чистякова как дирижёра.

## Дирижерская деятельность
В разное время выступал более чем со 100 различными оркестровыми коллективами и Оперными студиями.
Сотрудничал с театром Новая опера (где дирижировал спектаклями «История солдата» и «Мавра» И. Стравинского), Европейским симфоническим оркестром во Франции, Театром-студией РАМ им. Гнесиных (спектакли «Майская ночь», «Травиата», «Свадьба Фигаро» и «Богема»), Московским Экспериментальным Музыкальным Театром (оперы «Евгений Онегин», «Пиковая дама» П. И. Чайковского, «Человеческий голос» Ф. Пуленка) и др. В течение 20 лет был главным дирижёром Молодёжного симфонического оркестра ЦДРИ. Был дирижёром симфонических оркестров Запорожской и Луганской филармоний, гастролировал с оркестрами Самарской, Алтайской, Пермской, Одесской, Ульяновской, Ярославской, Томской, Крымской и рядом других филармоний.
В разное время сотрудничал с такими известными музыкантами страны, как: Б. Гольдштейн, Л. Власенко, В. Горностаева, Л. Тимофеева, В. Кастельский, А. Севидов, В. Тропп, А. Корнеев, А. Любимов, Э. Грач, И. Бочкова, Н. Яшвили, Летиция Морено и др.
Записал 7 CD- дисков и 10 DVD-дисков (произведения русских, зарубежных и современных композиторов). Положительные отзывы на выступления В. Чистякова опубликованы в журналах «Советская музыка», «Музыкальная жизнь», «Оркестр»; в газетах «Московская правда», «Российская музыкальная газета», «Известия» и др. (Всего более 40 статей).

## Педагогическая работа
С 1968 года вёл классы дирижирования в музыкальных училищах и на Военно-дирижёрском факультете при Московской консерватории (Московской военной консерватории); с 1980 года преподает на кафедре оркестрового дирижирования РАМ им. Гнесиных (с 2001 года — профессор).
В 2004 проводил мастер-классы в Сеульской консерватории (Южная Корея).
Среди выпускников В. В. Чистякова, работающих в России: военный дирижёр духового оркестра Тихоокеанского флота, полковник Ю. Тыщук; генерал-майор, главный военный дирижёр 1-го Отдельно-показательного оркестра Узбекистана Ф. Нигматзянов; дирижёр военно-духового оркестра на космической станции «Байконур» подполковник В. Кравец; главный дирижёр симфонического оркестра Кузбасса, затем Тихоокеанского симфонического оркестра А. Дашунин; военный дирижёр оркестра в Самаре, руководитель Брасс-квинтета, композитор подполковник В. Кравчук; военный дирижёр, кандидат искусствоведения, профессор Московской Военной консерватории полковник А. Бучнев; начальник военно-оркестровой службы и дирижёр военно-духовых оркестров Санкт-Петербурга подполковник М. Кончин; лауреат Всеармейского конкурса штабных оркестров, дирижёр военного духового оркестра Хабаровска полковник Ю. Персидский; дирижёр оркестра группы войск в Германии, в настоящее время — доцент Харьковской консерватории, композитор А. Глотов и др. Из выпускников последних лет — второй дирижёр Московского государственного симфонического оркестра для детей и юношества А. Чуйков; главный дирижёр Муниципального симфонического оркестра Костромской филармонии А. Мельков; Д. Стаднюк и др.
Среди выпускников В. В. Чистякова, работающих за рубежом: Александр Чехов (правнук А. П. Чехова) — профессор по классу гитары и дирижирования в Берлинской академии музыки; Б. Лувсайгийн — главный дирижёр Монгольского симфонического и Национального оркестра, зам. министра культуры Монголии, директор Оперного театра Улан-Батора; Борис Ромеро — дирижёр камерных оркестров в Эквадоре; Артуро Очоа — дирижёр симфонических оркестров в Мексике; Грегоро Антонетти — пианист и дирижёр оркестров в Италии; Э. Родригес — дирижёр камерных оркестров во Франции; Ангел Костадинов — дирижёр и рок-певец в США; Марио Гусман — дирижёр симфонических оркестров в Испании и Франции; и др.

## Научная работа, публикации
В. В. Чистяков — автор многочисленных книг, статей, исследований в области истории и психологии дирижирования (составляющих 20 томов), в том числе пяти монографий, учебников: «Психология дирижёрского образования и исполнительства» (М., 2004), «Психология дирижёрской деятельности» (М., 2005), «Дирижёры Германии и России ХVШ- XX веков»(М., 2006), "Воспоминания дирижера! (М., 2018) и др.
Кандидат психологических наук, диссертация: «Психологические особенности личности будущих дирижёров оркестров (на материале музыкально-педагогических вузов)» (М., 1995). В дирижёрских классах широко используются его научно-методические работы: «Работа педагога в классе дирижирования над раскрытием художественного образа в оркестровой музыке», «Самостоятельная работа студента над оркестровой партитурой», «О психологической устойчивости в творческой деятельности», « Роль педагога в развитии интеллекта и эмоционально-волевых качеств дирижёра», «Виды, типы и процессы дирижёрской памяти» и ряд других. Всего профессором В. В. Чистяковым написано 20 томов научных, научно-методических работ и учебных пособий.

## Интересные факты
В. В. Чистяков дирижировал музыкой к нескольким кинофильмам, а в киноленте 1978 года Сдаётся квартира с ребёнком и сам появляется в роли дирижёра, исполнив с оркестром «Прощальную симфонию» Й. Гайдна. Позже В. Чистяков снялся в трёх эпизодических ролях в фильме «Убийца» (с И. Смоктуновским и А.Джигарханяном, режиссёр Б. Айрапетян). Во время съемок простоял за пультом Большого зала Московской консерватории 22 часа подряд, дирижируя 3-й и 7-й симфониями Бетховена.

## Награды и звания
- Заслуженный деятель искусств РФ (2007)
- Большая серебряная медаль имени Я. А. Коменского «За достижения в области образования, культуры и науки» Международной педагогической академии (2002)